# Обични љуљ
Обични љуљ (лат. Lolium perenne) који се још назива и енглески љуљ и љуљ утринац је вишегодишња биљка, врста траве која расте у широким бусенима широм Европе, а има је и у Африци и Азији.

## Опис биљке
Стабло је од 30 до 70 cm високо, усправно, негранато, глатко и понекад спљоштено.
Лист је седећи, са глатким и голим лисним рукавцима. Код најниже постављених листова лисни рукавци су црвени. Лисне плоче у пупољку су наборане, иначе тамнозелене, доста чврсте и 2-4 mm широке. Лигула је нешто више од 1 mm дуга.
Цветови чине цваст клас, који је танак и растресит, дуг до 20 cm. Класићи су усправни са 6-16 цветова (најчешће), а осовина између класића је глатка. Цвета од маја до јула.

## Ареал
Природно расте у Европи, изузев арктичке области, северној Африци и средњој Азији, а 
унесена је у Северну Америку и Аустралију. По аутохтоном ареалу припада евроазијском флорном елементу, а по рецентном ареалу циркумполарном. Чест је пратилац људских насеобина, како руралних, тако и урбаних.

## Значај
Користи се као квалитетна крмна и хортикултурна биљка.

## Галерија
- расте у раширеном бусену
- цветање
- семена